# Masahito Noto
Masahito Noto (født 10. april 1990) er en japansk professionel fodboldspiller.
Han har spillet for flere forskellige klubber i sin karriere, herunder JEF United Chiba.